# The Very Best of Fleetwood Mac
The Very Best of Fleetwood Mac es un álbum recopilatorio de la banda británica de rock Fleetwood Mac, publicado en 2002 por Reprise Records. Se lanzó como disco simple en varios países de Europa, que incluyó algunos temas de la época con Peter Green. Mientras que en los Estados Unidos fue puesto a la venta como disco doble, con los mayores éxitos desde el disco Fleetwood Mac de 1975 en adelante.
En 2009 se volvió a lanzar en Europa, con la misma versión del 2002 de los Estados Unidos y que incluyó algunas versiones alternativas, canciones en vivo extraídas de The Dance de 1997 y material exclusivo con entrevistas, vídeos musicales y algunas fotografías.
Es el segundo recopilatorio más exitoso de la banda luego de Greatest Hits de 1988, con seis discos de platino en el Reino Unido, tras vender más de 1,8 millones de copias.

## Lista de canciones

### Versión original (europea)
| N.º | Título                | Escritor(es)                                     | Duración |  |
| 1.  | «Go Your Own Way»     | Buckingham                                       | 3:39     |  |
| 2.  | «Don't Stop»          | Buckingham,C.McVie                               | 3:11     |  |
| 3.  | «Dreams»              | Nicks                                            | 4:16     |  |
| 4.  | «Little Lies»         | C. McVie, Quintela                               | 3:38     |  |
| 5.  | «Everywhere»          | C. McVie                                         | 3:42     |  |
| 6.  | «Albatross»           | Green                                            | 3:08     |  |
| 7.  | «You Make Loving Fun» | C. McVie                                         | 3:33     |  |
| 8.  | «Rhiannon»            | Nicks                                            | 3:47     |  |
| 9.  | «Black Magic Woman»   | Green                                            | 2:51     |  |
| 10. | «Tusk»                | Buckingham                                       | 3:34     |  |
| 11. | «Say You Love Me»     | C. McVie                                         | 4:01     |  |
| 12. | «Man of the World»    | Green                                            | 2:50     |  |
| 13. | «Seven Wonders»       | Nicks, Stewart                                   | 3:36     |  |
| 14. | «Family Man»          | Buckingham, Dashut                               | 4:02     |  |
| 15. | «Sara»                | Nicks                                            | 6:27     |  |
| 16. | «Monday Morning»      | Buckingham                                       | 2:45     |  |
| 17. | «Gypsy»               | Nicks                                            | 4:22     |  |
| 18. | «Over My Head»        | C. McVie                                         | 3:07     |  |
| 19. | «Landslide»           | Nicks                                            | 3:15     |  |
| 20. | «The Chain»           | Buckingham, C. McVie, Nicks, J. McVie, Fleetwood | 4:29     |  |
| 21. | «Big Love» (en vivo)  | Buckingham                                       | 2:47     |  |